# Gas and Air
Gas and Air è un cortometraggio muto del 1923 diretto da Scott Pembroke e prodotto da Hal Roach con Stan Laurel.
Il cortometraggio fu distribuito il 29 luglio 1923.

## Trama
Phillup McCann è un simpatico lavoratore di un salone di automobili. Inizialmente, per darsi un contegno, va al lavoro travestito da nobile, successivamente indossa la sua utmule uniforme e inizia il lavoro, sistemando, pulendo e parcheggiando le auto dei clienti. A causa dei suoi pasticci tuttavia, l'omino buffo finisce per distruggerle tutte!